# Мінімальний розмір оплати праці у Чехії
Мінімальний розмір оплати праці в Чехії – це найнижча щомісячна та погодинна оплата праці, що роботодавці згідно із законом мають права виплачувати своїм працівникам у Чехії. Сума вирішується чеським урядом.
Чехословаччина приєдналася до Конвенції про впровадження методів мінімального розміру оплати праці 1950 року, коли була ратифікована Генеральним директором Міжнародного бюро праці (12 червня). Рівно через рік, 12 червня 1951, він набув чинності для Чехословацької Республіки.
У жовтні 1990 Федеральне міністерство закордонних справ Чехії опублікувало текст конвенції в Офіційному віснику, тим самим підтверджуючи свою підтримку у реконструкції правової системи.
У лютому 1991 мінімальний розмір оплати праці становив 2000 CZK на місяць, і 10,80 CZK на годину. Він встановлений законом для всієї території держави. У зазначених випадках можуть використовуватися нижчі ставки – наприклад, для пенсіонера з частковою непрацездатністю чи неповнолітнього співробітника.
Зміна мінімального розміру оплати праці, встановленому наступні роки, завжди припадала на 1 січня чи 1 липня.
У 2006 уряд видав ухвалу №. 567/2006 Coll., який регулює мінімальний розмір оплати праці (та тарифно-гарантовану плату) для реалізації нового Трудового кодексу. 262/2006 Coll., який був прийнятий того ж року у контексті гармонізації законодавства при приєднанні до Європейського Союзу.
Постанова, що набула чинності з 1 січня 2007, встановлює мінімальну ставку заробітної плати для щотижневого робочого часу о 40 годині 8000 CZK на місяць або 48,30 CZK на годину. І постійна мінімальна заробітна плата залишалася ще на 5 років. Зміна ставки не відбулася на початку 2013, Наказ уряду №246/2012 Coll. тільки уніфікували досі різні ставки для інвалідів, підлітків тощо на єдину суму в 8000 CZK. Випускаючи липневий наказ уряду №210/2013 Coll. Тим не менш, спостерігається збільшення мінімальної заробітної плати крон 8500 CZK із набранням чинності з 1 серпня 2013. 
У квітні 2014 прем'єр-міністр Богуслав Соботка на з'їзді ČMKOS попередньо обіцяв подальше зростання 500 CZK з січня 2015. На початку червня 2014 ця обіцянка була підтверджена тристоронньою угодою. У вересні 2014 уряд затвердив підвищення мінімальної заробітної плати з початку 2015 на 700 CZK, до 9 200 CZK . У другій половині серпня 2015  уряд додатково вирішив підвищити мінімальний розмір оплати праці на ту ж суму до 9900 CZK, 1 січня 2016 Міністр праці та соціальних справ Міхаела Марксова запропонувала збільшити мінімальни розмір оплати праці з сіня 2017 на 11% до 11 000 CZK та уряд схвалив підвищення 5 жовтня 2016.
У травні 2017 прем'єр-міністр Богуслав Соботка заявив у ході парламентських інтерпеляцій намір підвищити мінімальний розмір оплати праці з початку 2018 до 12200 CZK, уряд схвалив підвищення у серпні того ж року.
З 1 січня 2018 мінімальний розмір оплати праці (брутто) становив 12200 CZK на місяць та 73.2 CZK на годину.
З 1 січня 2019 мінімальний розмір оплати праці (брутто) становив 13350 CZK на місяць та 83.43 CZK на годину.            .
З 1 січня 2020 мінімальний розмір оплати праці (брутто) склав 14600 CZK за місяць і 86.90 CZK за годину.        .
З 1 січня 2021 мінімальний розмір оплати праці (брутто) склав 15200 CZK на місяць і 90.50 CZK на годину.
З 1 січня 2022 мінімальний розмір оплати праці (брутто) складе 16200 CZK на місяць.
З 1 січня 2023 мінімальний розмір оплати праці (брутто) складе 17300 CZK на місяць
На діаграмі показано історію розвитку мінімального розміру оплати праці в Чехії з 1991.